# Buena Vista, Tangancícuaro
Buena Vista är en ort i Mexiko.   Den ligger i kommunen Tangancícuaro och delstaten Michoacán de Ocampo, i den centrala delen av landet, 300 km väster om huvudstaden Mexico City. Buena Vista ligger 1 723 meter över havet och antalet invånare är 381.
Terrängen runt Buena Vista är huvudsakligen kuperad, men söderut är den platt. Runt Buena Vista är det ganska tätbefolkat, med 116 invånare per kvadratkilometer. Närmaste större samhälle är Zamora, 13,4 km väster om Buena Vista. Trakten runt Buena Vista består till största delen av jordbruksmark.